# Molophilus alpicola
Molophilus alpicola là một loài ruồi trong họ Limoniidae. Chúng phân bố ở miền Australasia.